# Bebras 競賽
Bebras 國際運算思維挑戰賽是針對世界各地中小學生的年度電腦科學競賽。該競賽擁有 85 個會員國。在 2025 年的參賽學生超過兩百五十萬人。

## 形式
Bebras 包含 15 道選擇題，限時 45 分鐘。這些題目被分成三組，每組 5 個，並分別被歸類為「簡單」、「中等」和「困難」。在大多數國家，競賽是透過一個線上系統進行的，該系統會自動對每位參賽者的作答進行計分。 Bebras 的題庫是在年度國際「Bebras 工作坊」期間由所有會員國的代表共同商定的。 

## 歷史
Bebras 競賽最初是由維爾紐斯大學創立的，並於 2004 年首次在立陶宛舉辦。以立陶宛語 “Bebras” 命名（其意為 “海狸”）。該競賽已成為研究對象，並有數十篇出版物。   
在 2015 年，Bebras 組織榮獲微軟贊助的歐洲資訊學會 “教育最佳實踐獎”。  在 2019 年，Google 向 Bebras 印尼分會提供了 100 萬美元的資助，以支持該計畫並進一步培訓電腦科學領域的教師。 
截至 2022 年，全球的參與者數量已到達了兩百十五萬人。 

## 在英國的 Bebras
“Bebras 挑戰賽” 由牛津大學主辦，並得到英國樹莓派基金會的支持，每年有超過三十萬名參與者。在其相對年齡組別中得分排名前 10% 的學生將被邀請參加牛津大學計算挑戰賽。 

## 會員
截至 2025 年，計有正式會員 61 名與臨時會員 24 名。

### 正式會員
- 阿尔及利亚
- 阿根廷
- 奥地利
- 白俄羅斯 (於 2022 年 4 月時被暫停資格)
- 比利时
- 巴西
- 保加利亚
- 加拿大
- 中國
- 賽普勒斯
- 捷克
- 埃及
- 爱沙尼亚
- 芬兰
- 法國
- 德国
- 匈牙利
- 冰島
- 印度
- 印度尼西亞
- 伊朗
- 愛爾蘭
- 義大利
- 日本
- 拉脫維亞
- 立陶宛
- 马来西亚
- 蒙特內哥羅
- 荷蘭
- 新西兰
- 北馬其頓
- 巴基斯坦
- 菲律賓
- 波蘭
- 葡萄牙
- 羅馬尼亞
- 俄羅斯 (於 2022 年 4 月時被暫停資格)
- 沙烏地阿拉伯
- 塞爾維亞
- 新加坡
- 斯洛伐克
- 斯洛維尼亞
- 南非
- 西班牙
- 瑞典
- 瑞士
- 叙利亚
- 中華民國
- 泰國
- 土耳其
- 乌克兰
- 英国
- 美国
- 乌拉圭
- 越南

### 臨時成員
- 阿富汗
- 亞美尼亞
- 哥伦比亚
- 古巴
- 丹麦
- 希腊
- 以色列
- 牙买加
- 科索沃
- 利比亞
- 馬爾他
- 墨西哥
- 緬甸
- 纳米比亚
- 挪威
- 巴拉圭
- 秘魯
- 波多黎各
- 塞内加尔

## 外部連結
- Bebras International Challenge on Informatics and Computational Thinking （页面存档备份，存于）